# Aidan Buttigieg
Pour les articles homonymes, voir Buttiegieg.
Aidan Buttigieg, né le 18 juillet 1997,, est un coureur cycliste d'origine australiene et maltaise.

## Biographie
Né en Australie, Aidan Buttigieg roule sous licence maltaise depuis 2022. Durant cette saison, il participe aux Jeux du Commonwealth.
En 2023, il devient double champion de Malte, dans la course en ligne et le contre-la-montre. Il prend également le départ des championnats du monde à Glasgow. L'année suivante, il conserve ses deux titres de champion national.

## Palmarès
- 2023
  -  Champion de Malte sur route
  -  Champion de Malte du contre-la-montre
- 2024
  -  Champion de Malte sur route
  -  Champion de Malte du contre-la-montre
  - 1re étape du Mansfield Hotel Tour (contre-la-montre)
- 2025
  -  Champion de Malte sur route
  -  Champion de Malte du contre-la-montre
  - 2e du Tour de Malte